# 克朗斯維爾 (馬里蘭州)
克朗斯維爾（英語：Crownsville）是位於美國馬里蘭州安妮阿倫德爾縣的一個普查規定居民點。

## 人口
根據2020年美國人口普查的數據，克朗斯維爾的面積為13.19平方千米，當中陸地面積為13.19平方千米，而水域面積為0.00平方千米。當地共有人口1924人，而人口密度為每平方千米145.87人。